# Slam Dunk (manga)
Slam Dunk is een Japanse manga en anime van Takehiko Inoue. De manga verscheen van 1990 tot 1996. De anime liep van 1993 tot 1996.

## Verhaal
Sakuragi Hanamichi gaat naar een nieuwe school, genaamd Shohoku. In deze school wordt er in de lessen geslapen en de derdeklassers slaan de eersteklassers in elkaar. Sakuragi heeft in de eerste dag al een vriendin (Haruko Akagi) en een vijand (Rukawa Kaede) gevonden.

## Personages

### Hoofdpersonages
- Sakuragi Hanamichi: Hoofdpersoon van de Slam Dunk, hij kan totaal niet basketballen, maar kan erg hoog springen. Hij oefent een slam dunk. Hij speelt als PF.
- Takenori Akagi: De captain van de team. Hij slaat iedereen. Hij neemt de Center positie in.
- Rukawa Kaede: De ster van de team. Hij en Sakuragi haten elkaar. Hij speelt als SF.
- Haruko Akagi: Een vriendin van Sakuragi en zus van Takenori. Ze is verliefd op Rukawa. Ze speelt bij Shohoku girls.
- Miyagi Ryota: De beste vriend van Sakuragi in het basketball team, hij is de PG in het team.
- Mito Youhei: De vriend van Sakuragi. Hij is sterk. En is de gewoonste van de club. Hij speelt geen basketbal.
- Mitsui Hichachi: De vriend van de sterke Tetsou. Mitsui is de SG van het team.

### Overige personages
- Uozumi: De langste speler van de Kanagawa cup. (Ryonan)
- Sendoh: De beste speler van de Kanagawa cup. (Ryonan)
- Maki: De kortste aanvoerder van de Kanagawa cup. (Kainan)
- Fujima: Hij heeft de MAGISCHE HAND. hij pakt de bal af. (Shoyo)
- Hanagata: De vriend van de allerbeste Fujima. (Shoyo)
- Jin: Hij dolt een potje met Mitsui. De verste scoorder van de Kanagawa cup. (Kainan)
- Nobunaga: De vriend van Jin. Hij is net zo gek als Sakuragi.
- Fukuda: Hij beslist altijd een duel met Sakuragi. (Ryonan)

## Verfilming
In 2022 verscheen de animatiefilm The First Slam Dunk, gebaseerd op de mangaserie en geregisseerd en geschreven door Takehiko Inoue.